# تاکامیتسو اوتا
تاکامیتسو اوتا (انگلیسی: Takamitsu Ota؛ زادهٔ ۱۹ ژوئیهٔ ۱۹۷۰) بازیکن فوتبال اهل ژاپن است.
از باشگاه‌هایی که در آن بازی کرده‌است می‌توان به باشگاه فوتبال کاوازاکی فرونتال، باشگاه فوتبال ناگویا گرامپوس، باشگاه فوتبال شیمیزو اس-پالس، و باشگاه فوتبال کونسادول ساپورو اشاره کرد.